# Moy (Noord-Ierland)
Moy (Iers: An Maigh) is een plaats in het Noord-Ierse County Tyrone.
Moy telt 1209 inwoners. Van de bevolking is 28,9% protestant en 69,1% katholiek.